# Podisma pedestris
Podisma pedestris је врста инсекта из реда правокрилаца - Orthoptera.

## Распрострањење
Насељава читаву Европу. Јавља се на свим планинама, а у северној Европи се среће и у равници. У Србији сви подаци су са надморских висина од преко 500м, а већина преко 1000м.

## Опис
Обојеност варира од жуте до сиве до наранџасто-смеђе, недостају зелене нијансе. Предња крила су мала и знатно краћа од пронотума. Дугокрили примерци су врло ретки. Задње ноге су изнутра и са доње стране светло црвене. Дужина тела мужјака се креће између 18-25 мм, док су женке крупније, а распон дужине тела је између 24-30 мм.

## Биологија и екологија
Одрасле јединке се јављају од јуна до новембра. Јаја полажу на места без вегетације. Јаја имају способност емброналног развоја од једне до неколико година у зависности од услова средине. Хране се зељастим биљкама.

## Синоними
Gryllus pedestris Linnaeus, 1758
Acrydium apterum (De Geer, 1773)
Podisma pedestris semifasciata Werner, 1933

## Подврсте
- Podisma pedestris var. caprai Salfi, 1935
- Podisma pedestris var. dechambrei Leproux, 1951
- Podisma pedestris var. melisi Baccetti, 1954
- Podisma pedestris var. nadigi Harz, 1975
- Podisma pedestris var. pedestris (Linnaeus, 1758)
- Podisma pedestris var. sviridenkoi Dovnar-Zapolskii, 1927